# Elecciones estatales de Sajonia de 2009
Las elecciones estatales se llevaron a cabo en Sajonia el 30 de agosto de 2009, el mismo día que las elecciones estatales de Sarre y Turingia, con el propósito de elegir a los miembros del Parlamento Regional Sajón. El Ministro Presidente Stanislaw Tillich de la Unión Demócrata Cristiana (CDU) ganó suficientes escaños en combinación con sus socios preferidos, el Partido Democrático Liberal (FDP) para entrar en un gobierno de coalición, suplantando a la gran coalición con el Partido Socialdemócrata (SPD).
El 30 de septiembre de 2009, Tillich (CDU) fue reelegido para el cargo de ministro-presidente en coalición con el FDP.
La elección tuvo una participación del 52.2%.

## Resultados
Los resultados fueron:
| Hab. inscritos | Hab. inscritos              | 3.510.336      |      |                   |                |      |           |         |           |
| Votantes       | Votantes                    | 1.830.819      | 52,2 |                   |                |      |           |         |           |
|                |                             | Votos directos | %    | Mandatos directos | Votos de lista | %    | Variación | Escaños | Variación |
| Votos válidos  | Votos válidos               | 1.786.670      | 97,6 |                   | 1.797.349      | 98,2 |           |         |           |
| Votos nulos    | Votos nulos                 | 44.149         | 2,4  |                   | 33.470         | 1,8  |           |         |           |
|                | CDU                         | 696.539        | 39,0 | 58                | 722.983        | 40,2 | −0,9      | 58      | +3        |
|                | DIE LINKE                   | 398.899        | 22,3 | 2                 | 370.359        | 20,6 | −3,0      | 29      | −2        |
|                | SPD                         | 206.646        | 11,6 |                   | 187.261        | 10,4 | +0,6      | 14      | +1        |
|                | FDP                         | 218.926        | 12,3 |                   | 178.867        | 10,0 | +4,1      | 14      | +7        |
|                | GRÜNE                       | 137.623        | 7,7  |                   | 114.963        | 6,4  | +1,3      | 9       | +3        |
|                | NPD                         | 100.105        | 5,6  |                   | 100.834        | 5,6  | −3,6      | 8       | −4        |
|                | Die Tierschutzpartei        | —              | —    |                   | 36.932         | 2,1  | +0,5      |         |           |
|                | PIRATEN                     | —              | —    |                   | 34.651         | 1,9  | +1,9      |         |           |
|                | Freie Sachsen               | 8.202          | 0,5  |                   | 24.287         | 1,4  | +1,4      |         |           |
|                | PBC                         | 1.672          | 0,1  |                   | 7.571          | 0,4  | -0,3      |         |           |
|                | SVP                         | 711            | 0,0  |                   | 4.401          | 0,2  | +0,2      |         |           |
|                | BüSo                        | 5.549          | 0,3  |                   | 4.093          | 0,2  | +0,3      |         |           |
|                | REP                         | —              | —    |                   | 3.346          | 0,2  | +0,2      |         |           |
|                | DSU                         | 1.782          | 0,1  |                   | 3.036          | 0,2  | -0,3      |         |           |
|                | HUMANWIRTSCHAFT             | 227            | 0,0  |                   | 2.230          | 0,1  | +0,1      |         |           |
|                | FP Deutschlands             | 1.153          | 0,1  |                   | 1.535          | 0,1  | +0,1      |         |           |
|                | 9 candidatos independientes | 8.636          | 0,5  |                   | —              | —    | —         |         |           |